# Барарит
Барари́т — мінерал, гексафлуорсилікат амонію.

## Загальний опис
Склад: (NH4)2SiF6
Сингонія гексагональна. Твердість 2,5-3. Густина 2,15. Колір білий. Блиск скляний. Солоний на смак. Асоціює з нашатирем та криптогалітом.
Знайдений у вулканічних породах Везувію.
Зустрічається у вигляді кірочок з сіркою і криптогалітом на поверхні землі біля вугільних пластів, які горять, у вугільних копальнях Барари (Індія).